# Сетевые хомячки
«Сетевы́е хомячки́» (также интерне́т-хомячки́) — метафора, применяемая для обозначения особого типа пользователей, при оценке информации опирающихся на эмоции, а не на факты. Поддерживающих раскрученные мнения, слепо разделяющих идеологию некоего лидера мнений и отличающихся достаточно конфликтным поведением. Прототипом метафоры о «сетевых хомячках» является англоязычная метафора «леммингов» (англ. lemmings), адаптированная к российским реалиям.

## Лингвистический анализ
Доктор филологических наук Ольга Кондратьева пишет, что прототипом широко распространившейся в сетевом дискурсе метафоры о «сетевых хомячках» в является английская метафора «леммингов» (англ. lemmings), которая была успешно адаптирована к российским реалиям. Давно существует заблуждение, «что лемминги послушно ходят толпами вслед за провожатым, независимо от того, какая опасность им угрожает, эту особенность леммингов сравнивают с поведением ряда пользователей, слепо разделяющих идеологию некоего лидера мнений» — пишет автор. При появлении русифицированного варианта исходной метафоры имела место языковая игра, выразившаяся в созвучии слова хомяк (более понятного россиянам, нежели лемминги), термину обозначающему домашнюю страничку пользователя (англ. Home page). Новая метафора быстро стала вирусной и широко распространилась в сетевом дискурсе и за его пределами.

## Научный взгляд
Взаимодействие людей и общение в социальных сетях учёные сравнивают с зависимостью, при которой люди стремятся получить положительную социальную обратную связь в Интернете в ущерб прямому социальному взаимодействию и даже таким базовым потребностям, как еда и сон. Протестировав теоретическую модель реального человеческого социального поведения в беспрецедентном масштабе, исследователи пришли к выводу, что пользователи в социальных сетях склонны демонстрировать механизмы, связанные с вознаграждением, и поведение, которое наблюдается у разных видов и соответствует обучению за вознаграждение. 

## «Сетевые хомячки» и российская политическая оппозиция
5 декабря 2011 года, выступая на митинге на Чистопрудном бульваре в Москве российский оппозиционер Алексей Навальный, обращаясь к российским официальным властям, заявил: «Они слышат этот голос, и они боятся. Они могут смеяться в своём зомбоящике, они могут называть нас микроблогерами или сетевыми хомячками. Я — сетевой хомячок, и я перегрызу глотку этим скотам!».
Советский и российский лингвист, доктор филологических наук Максим Кронгауз комментируя этот случай, отметил, что в интернет-энциклопедии Луркоморье статья о хомячках начинается так: «Хомячки (изначально лемминги, в честь одноимённых грызунов, имеющих обыкновение перемещаться толпой и дружно падать с обрывов) — доверчивая и легко манипулируемая часть населения», и далее по тексту они характеризуются такими фразами: «куда катится мир?», «как страшно стало жить!». И вдруг — пишет исследователь — российский оппозиционер Алексей Навальный признаётся: «Я — „сетевой хомячок“ и грозит перегрызть глотку врагам». Корреспондент французского интернет-издания Rue89 Лоран Мориак, анализируя это выступление Навального, написал в конце декабря 2011 года: «„Сетевой хомячок“ Алексей Навальный — символ борьбы с Путиным. Однако этот символ антипутинского движения пока ещё не лидер: не факт, что смелый борец и блестящий оратор может превратиться в политического деятеля». Словацкий лингвист Нина Цингерова пишет, что метафору «хомячки Навального», обозначавшую в рунете пользователей, не имеющих собственного мнения, популяризировала сама российская оппозиция:261.

## Оценки
Кронгауз применяет метафору «сетевых хомячков» в качестве характерного примера для подтверждения своего тезиса об увеличении в сетевом дискурсе числа «зооморфных» метафор, «подразумевающих некоторую неразличимость и безгласность человеческой массы».
Кондратьева по результатам своего исследования приходит к выводу, что метафору «сетевых хомячков» используют для обозначения особого типа пользователей, которые «при оценке информации опираются на эмоции, а не на факты, бездумно поддерживают раскрученные мнения и отличаются достаточно конфликтным поведением». Употребление лексемы хомяк/хомячок, характеризующей пользователей социальных сетей, исключительно во множественном числе, по мнению учёного, указывает на «стадное» мышление и поведение данного типа пользователей.